# Annelie Unger
Annelie Unger (geborene Lohmann; * 9. März 1951 in Großolbersdorf, Landkreis Marienberg) ist eine deutsche Gewerkschafterin. Sie war Vorsitzende des Zentralvorstandes der Industriegewerkschaft Textil-Bekleidung-Leder im FDGB.

## Leben
Unger, Tochter einer Arbeiterfamilie, trat 1965 der FDJ bei. Von 1965 bis 1967 absolvierte sie eine Lehre als Strumpffacharbeiterin im VEB Strumpfwerk „Max Roscher“ Gornau/Erzgeb. Anschließend war sie bis 1975 als Strumpffacharbeiterin in Gornau tätig. 1976 wurde sie Mitglied der SED und besuchte die Zentralschule des FDGB-Bundesvorstandes „Pierre Timbaud“ in Erfurt.
Von 1977 bis 1979 fungierte Unger als stellvertretende Vorsitzende des Kreisvorstandes der IG Textil-Bekleidung-Leder in Zschopau, 1979/1980 als politische Mitarbeiterin bzw. Sekretär des FDGB-Kreisvorstandes Zschopau. Zwischen 1981 und 1984 absolvierte sie ein Studium an der Gewerkschaftshochschule „Fritz Heckert“ in Bernau bei Berlin mit Abschluss als Diplom-Gesellschaftswissenschaftlerin. Von 1984 bis 1986 war Unger Sekretär des FDGB-Bezirksvorstandes Karl-Marx-Stadt und von Mai 1986 bis 1989 Vorsitzende des Zentralvorstandes der IG Textil-Bekleidung-Leder. Am 2. Oktober 1986 wurde sie als Mitglied in den FDGB-Bundesvorstand kooptiert und von 1987 bis 1989 war sie zudem Mitglied seines Präsidiums.
Unger nahm am 7. September 1988 als Ehrengast an der Festveranstaltung zum 85. Jahrestag des Crimmitschauer Textilarbeiterstreikes teil.